# Cara Delevingne
Cara Jocelyn Delevingne (AFI: [ˈkɑːrə ˌdɛləˈviːn]; Londra, 12 agosto 1992) è una modella e attrice britannica.
Celebre supermodella, ha sfilato tra gli altri per Burberry, Chanel, Moschino, Oscar de la Renta e Stella McCartney, aggiundicandosi un British Fashion Award
come modella dell'anno nel 2012 e nuovamente nel 2017.
Passata al cinema, è divenuta celebre per aver interpretato Margo nel film Città di carta (2015), ruolo che le è valso un CinemaCon Award, in qualità di stella nascente, e un Elle Style Award, come attrice rivoluzionaria; la sirena nel film Pan - Viaggio sull'isola che non c'è (2015); il personaggio dei fumetti DC Comics Incantatrice nel film parte del DCEU Suicide Squad (2016), ruolo che le è valso un Teen Choice Award nel 2016 in qualità di miglior attrice cinematografica; il sergente Laureline nel film di fantascienza diretto da Luc Besson Valerian e la città dei mille pianeti (2017).

## Biografia
Figlia di Pandora e Charles Delevingne, Cara Delevingne è una discendente della contessa Mathilde di Limburg-Stirum, già fidanzata del principe Guglielmo di Orange-Nassau, figlio ed erede di Re Guglielmo III dei Paesi Bassi. Quest'ultimo fidanzamento, nel XIX secolo, provocò una grave crisi dinastica nella casa reale olandese La famiglia Sheffield, la famiglia di sua nonna materna Jane (nata 1937), era stata proprietaria a Londra di Buckingham House, successivamente ampliata fino a diventare Buckingham Palace, venduta alla Casa Reale Britannica, poiché gli Sheffield furono anche Duchi di Buckingham e Normanby.
Cara è cresciuta nel quartiere londinese di Belgravia insieme alle due sorelle maggiori, Poppy, anche lei modella, e Chloe. Per via materna discende dalla famiglia di baroni Faudel-Phillips; due dei suoi antenati di questo ramo della sua famiglia furono Lord sindaci della città di Londra. 

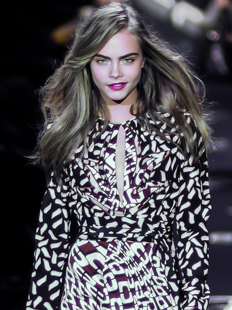
Cara Delevingne alla sfilata Autunno/Inverno di Diane von Fürstenberg del 2013

Cara Delevingne incomincia la sua carriera a 17 anni, firmando un contratto con la Storm Model Management e lasciando la scuola per dedicarsi a tempo pieno al mestiere di modella. Il suo primo lavoro fu una foto sul Love Magazine. Successivamente diventa il volto della Burberry's Beauty insieme con i modelli britannici Jamie Campbell Bower e Jourdan Dunn. Poco dopo è diventata il volto di Burberry primavera/estate 2012 accanto all'attore Eddie Redmayne. La Delevingne è anche apparsa in campagne pubblicitarie per altri marchi come H&M, Blumarine, Zara e Chanel; è stata scelta dall'edizione britannica di Vogue come il volto della collezione autunno/inverno 2012-2013. Ha inoltre sfilato come modella nel fashion show di Victoria's Secret nel 2012 e 2013. 
Ha sfilato per numerose case di moda, come Versace, Fendi, Chanel, Burberry e altre ancora. Nel 2012 ha avuto un piccolo ruolo nel film Anna Karenina di Joe Wright. Nel 2012 e 2014 ha vinto ai British Fashion Awards il titolo di modella dell'anno.
Nel 2013 ha partecipato al festival di Cannes e al Met Ball Gala indossando un vestito firmato Burberry disegnato appositamente per lei. Nello stesso anno Cara era tra gli ospiti dell'Animal Ball, organizzato dall'associazione The Elephant Family, che si è tenuto a Clarence House, residenza dell'allora principe Carlo e della di lui consorte Camilla Parker Bowles. Come batterista, nell'agosto, ha realizzato una cover della canzone Sonnentanz (Sun Don't Shine) dei Klangkarussel, insieme con il cantante Will Heard. Sempre nel 2013 presta la voce per il videogioco Grand Theft Auto V, nei panni di speaker per una radio ascoltabile nel gioco, tornando l'anno successivo per integrare nuove parti. Lo stesso anno è testimonial di Pepe Jeans e della campagna Roman Skyline di Fendi per l'autunno/inverno 2013-2014. Nello stesso anno diventa la testimonial del nuovo profumo Tender di Burberry. Nel novembre dello stesso anno ha preso parte alle riprese di Meredith - The Face of an Angel (The Face of an Angel), per la regia di Michael Winterbottom. Lo stesso anno prende parte al film Kids in Love, affiancata da Sebastian de Souza e Will Poulter.
Nel 2014 è tra le protagoniste della campagna La Perla primavera/estate. Nel marzo dello stesso anno è stata posta alla posizione numero 5 della classifica relativa alle 50 migliori e più ricercate modelle del periodo che è stata stilata dal sito Models.com. Nel settembre dello stesso anno, in collaborazione con Mulberry, presenta una collezione di borse ispirate alla sua personalità. È inoltre il volto della campagna pubblicitaria per il profumo My Burberry di Burberry insieme con Kate Moss. Nel mese di agosto viene scelta da Tom Ford come testimonial del profumo Black Orchid, dove appare nuda e immersa a metà in una piscina di acqua oscura su cui galleggiano diverse orchidee. In occasione della settimana della moda di Parigi nel settembre dello stesso anno, la Delevingne apre la sfilata protesta di Chanel ideata da Karl Lagerfeld. Sempre nel 2014 si classifica al 54 posto nella classifica stilata da FHM che raggruppa le cento donne più belle del mondo. Ancora nel 2014 ha partecipato al video musicale della canzone Ugly Boy del gruppo sudafricano Die Antwoord, e, in occasione della sfilata di Chanel a Strasburgo, canta CC the World insieme con Pharrell Williams nel cortometraggio Reincarnation, realizzato da Karl Lagerfeld.
Nel 2015 è protagonista, accanto a Kate Moss, della campagna pubblicitaria autunno/inverno di Mango. Nell'agosto dello stesso annuncia, tramite un'intervista al Time, di ritirarsi dalle passerelle per dedicarsi alla recitazione. Intanto viene nominata dalla rivista Forbes la seconda modella più pagata, con un guadagno di 9 milioni di dollari, ex aequo con Adriana Lima. Lo stesso anno partecipa alla pellicola drammatica La ragazza dei tulipani (Tulip Fever). Inoltre ha interpretato la protagonista del film Città di carta, ispirato al libro omonimo di John Green, nei panni di Margo Roth Spiegelman. Nello stesso anno è apparsa nel trailer di Call of Duty: Black Ops III, uscito il 6 novembre, e ha partecipato, insieme ad altre star, al video musicale della canzone Bad Blood di Taylor Swift in collaborazione con Kendrick Lamar.
Nel gennaio 2016 riceve una statua di cera presso il Madame Tussauds di Londra, e viene nominata dalla rivista Forbes la quinta modella più pagata, con un guadagno di 8,5 milioni di dollari. Posizione mantenuta anche nel 2018 con un guadagno di 10 milioni di dollari. Nello stesso anno interpreta la parte della villain Incantatrice nel film della DC Comics diretto da David Ayer Suicide Squad. L'anno successivo è protagonista della pellicola Valerian e la città dei mille pianeti (Valérian et la Cité des mille planètes), di cui canta I Feel Everything, parte della colonna sonora del film , singolo uscito il 27 luglio 2017 il cui videoclip viene diretto dallo stesso Luc Besson, regista del film.
Nel 2019 prende parte col ruolo di Vignette Stonemoss nella serie Carnival Row accanto ad Orlando Bloom. Nel 2022 interpreta Alice Banks nella seconda stagione della serie televisiva Only Murders in the Building, ruolo che le frutta alcune candidature, tra cui quella al miglior bacio, unitamente a Selena Gomez, agli MTV Movie & TV Award del 2023. Nel 2024 esordisce a teatro interpretando Sally Bowles, la protagonista del musical Cabaret, in scena al Kit Kat Club di Londra.

## Vita privata
Cara Delevingne si è dichiarata bisessuale e ha parlato apertamente della sua relazione con la musicista Anne Erin Clark, meglio conosciuta con lo pseudonimo di St. Vincent, e con cui è stata legata dal giugno 2015 al settembre 2016. In seguito, è passata dall'identificarsi come bisessuale all'identificarsi come queer e pansessuale. Nel 2018 ha anche annunciato di identificarsi come genderfluid, ma che avrebbe continuato a usare i pronomi femminili. Dal giugno 2018 fino all'aprile 2020 è stata legata all'attrice statunitense Ashley Benson. Dal 2022 è legata alla musicista britannica Leah Mason, in arte Minke.  
Nel 2015, ha rivelato di soffrire di depressione fin dai suoi 15 anni e di essersi sottoposta a terapia farmacologica. Due anni dopo rivela di soffrire anche di ADHD. Nel 2023, rivela che l'anno precedentemente si è fatta internare in un centro di riabilitazione per superare l'alcolismo. 
Nel 2017 è divenuta ambasciatrice della prima campagna mondiale di I'm Not a Trophy, movimento globale dedicato alla lotta contro la caccia e la raccolta di trofei di specie in via d'estinzione come leoni, rinoceronti ed elefanti. In generale, la Delevingne si presenta come attivista ecologica e animalista, parlando pubblicamente contro la caccia, la distruzione della biodiversità e il cambiamento climatico. Sempre nel 2017, si è unita al movimento social #MeToo, accusando il produttore Harvey Weinstein di averla molestata sessualmente e psicologicamente, oltre ad averle rivolto affermazioni discriminatorie basata sulla sua sessualità e identità di genere.

## Agenzie
- Women Management - New York
- Elite - Parigi
- Fashion - Milano
- Storm Model Management - Londra
- Scoop Models - Copenaghen
- Mega Model Agency - Amburgo
- Elite Stockholm - Stoccolma

## Campagne pubblicitarie
- Armani Exchange (2017)
- Balmain A/I (2014)
- Blumarine A/I (2012)

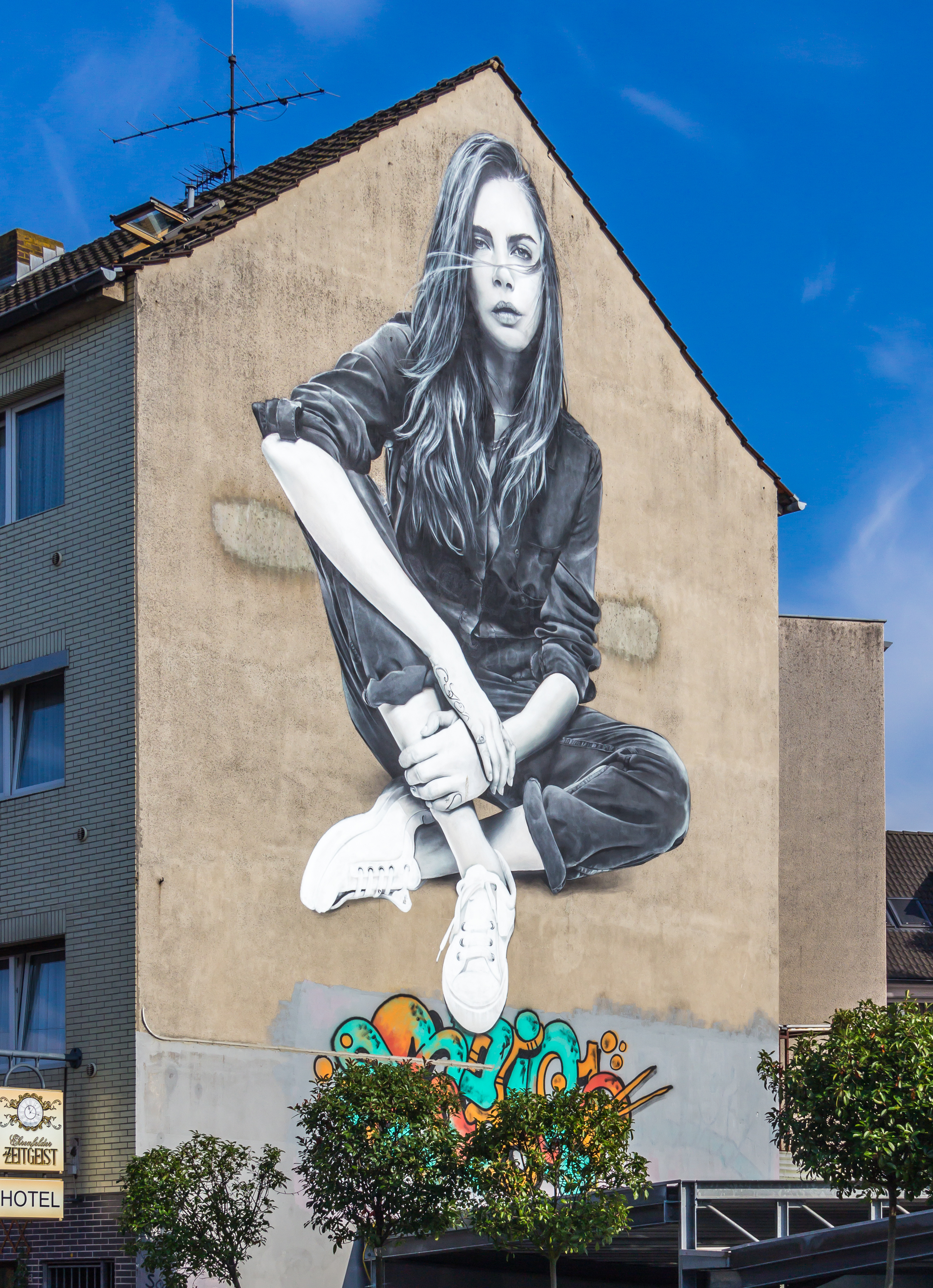
Cara Delevigne ritratta su di un murales per la campagna pubblicitaria di Zalando del 2015 Topshop@Zalando #WhereeverYouAre

- Burberry P/E (2011-2013) A/I (2012;2014)
- Burberry Beauty (2011-2012)
- Burberry Body Tender Fragrance (2013)
- Burberry April Showers Campaign (2011)
- Burberry Holiday (2017)
- Call of Duty: Black Ops 3 (2015)
- Chanel A/I (2014, 2017)
- Chanel Eyewear P/E (2016)
- Chanel Handbags P/E (2017)
- Chanel Resort (2013)
- Dior Beauty (2017-2018)
- DKNY P/E (2013-2015)
- DKNY Jeans P/E (2013) A/I (2013)
- Dominic Jones Jewelry P/E (2012)
- Douglas Cosmetics (2018)
- Fendi A/I (2013)
- H&M Authentic Collection A/I (2011)
- Jimmy Choo (2017)
- John Hardy Jewelry A/I (2014) P/E (2015)
- La Perla P/E (2014)
- Magnum Ice Cream by Moschino (2017)
- Mango A/I (2015)
- Marc Jacobs (2016)
- Mulberry A/I (2013-2014) P/E (2014)
- My Burberry Fragrance (2014-2016)
- Ochirly P/E (2013)
- Pepe Jeans P/E (2013; 2015) A/I (2013)
- Penshoppe (2015)
- Puma (2016-2017)
- Reserved P/E (2013)
- Rimmel (2016-presente)
- Saint Laurent A/I (2013)
- Tag Heuer (2015-2016;2018)
- Tom Ford Black Orchid Fragrance (2014)
- Topshop A/I (2014) P/E (2015)
- YSL Baby Doll Spring (2013)
- YSL A/I (2013)
- YSL Beauty (2014-2016)
- Zara A/I (2012)

## Filmografia parziale

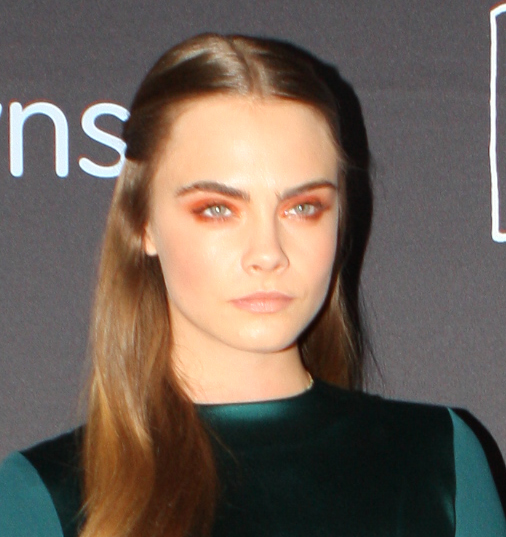
Cara Delevingne alla première australiana di Città di carta (2015)

### Attrice

#### Cinema
- Anna Karenina, regia di Joe Wright (2012)
- Meredith - The Face of an Angel (The Face of an Angel), regia di Michael Winterbottom (2014)
- Reincarnation, regia di Karl Lagerfeld - cortometraggio (2014)
- Città di carta (Paper Towns), regia di Jake Schreier (2015)
- Paris: Magic Jeans, regia di Patrick DeMarchelier e Víctor Pellegrini - cortometraggio direct-to-video (2015)
- Pan - Viaggio sull'isola che non c'è (Pan), regia di Joe Wright (2015)
- Kids in Love, regia di Chris Foggin (2016)
- Suicide Squad, regia di David Ayer (2016)
- La ragazza dei tulipani (Tulip Fever), regia di Justin Chadwick (2017)
- Valerian e la città dei mille pianeti (Valérian et la Cité des mille planètes), regia di Luc Besson (2017)
- Jimmy Choo: Shimmer in the Dark, regia di Lorin Askill - cortometraggio (2017)
- Above the Noise, regia di Terence Neale - cortometraggio (2017)
- Her Smell, regia di Alex Ross Perry (2018)
- London Fields, regia di Mathew Cullen (2018)
- Dior Addict Stellar Shine: Be Dior Be Pink, regia di Gordon von Steiner - cortometraggio (2019)
- Life in a Year - Un anno ancora (Life in a Year), regia di Mitja Okorn (2020)
- Together Now, regia di Silvia Carobbio, Catherine Hardwicke, Taraji P. Henson, Mipo Oh, Lucía Puenzo, Maria Sole Tognazzi e Leena Yadav (2022)

#### Televisione
- Storie in scena (Playhouse Presents) – serie TV, episodio 3x08 (2014)
- Love Advent - serie TV, episodi 4x25-2x25 (2014-2015)
- Carnival Row – serie TV, 18 episodi (2019-2023)
- James and the Giant Peach with Taika and Friends, regia di Roald Dahl - miniserie TV, episodio 1x04 (2020)
- Only Murders in the Building – serie TV, 10 episodi (2022)
- Inside Amy Schumer - serie TV, episodio 5x04 (2022)
- American Horror Story - serie TV, 9 episodi (2023-2024)

#### Videoclip
- Rita Ora Facemelt, regia di Rankin (2013)
- Die Antwoord Ugly Boy, regia di Ninja (2014)
- Donnie Trumpet & the Social Experiment Nothing Came to Me, regia di Jake Schreier (2015)
- Taylor Swift Bad Blood, regia di David Gould e Joseph Kahn (2015)
- Cara Delevingne I Feel Everything, regia di Luc Besson (2017)
- Halsey Nightmare, regia di Hannah Lux Davis (2019)

### Doppiatrice

#### Televisione
- Futurama - serie animata, 4 episodi (2023-2024)

#### Videogiochi
- Grand Theft Auto V - videogioco (2013)

## Programmi televisivi
- Victoria's Secret Fashion Show - speciale TV (2012-2013)
- Love Advent (2014-2015)
- Jimmy Kimmel Live! - talk-show (2016)
- Good Morning America - talk-show (2016)
- RuPaul's Drag Race (2019)
- Savage X Fenty Show (2019-2022)
- Planet Sex with Cara Delevingne (2022)
- The Kelly Clarkson Show - talk-show (2023)
- 95th Academy Awards - speciale TV (2023)

## Teatro
- Cabaret, libretto di Joe Masteroff, musiche di Fred Ebb e John Kander, regia di Rebecca Frecknall. Kit Kate Club di Londra (2024)

## Discografia

### Singoli
- 2017 - Rudeboy Lovesong (con Shy FX e Sweetie Irie)

### Partecipazioni
- 2017 - Alexandre Desplat Valerian And The City Of A Thousand Planets (Original Score), con il brano I Feel Everything
- 2019 - AA.VV. Her Smell (Original Motion Picture Soundtrack), con i brani Breathe e Can't Wait
- 2020 - Chase & Status Fabric Presents Chase & Status RTRN II Fabric, con il brano Rudeboy Lovesong (Voltage Remix)

## Riconoscimenti
- British Fashion Award
  - 2012 - Modella dell'anno

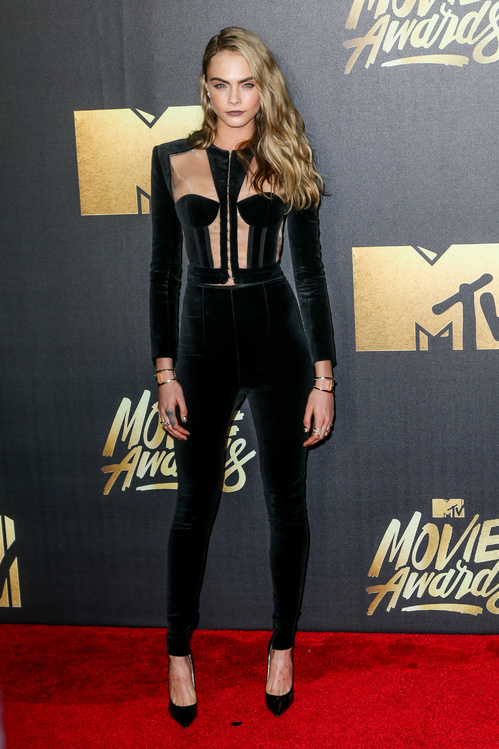
Cara Delevigne agli MTV Movie Awards del 2016

  - 2013 - Candidatura alla modella dell'anno
  - 2017 - Modella dell'anno
- British Independent Film Award
  - 2014 – Candidatura alla miglior esordiente
- British LGBT+ Awards
  - 2016 - Candidatura alla LGBT+ Celebrity
  - 2017 - Candidatura alla LGBT+ Celebrity
  - 2018 - Candidatura alla LGBT+ Celebrity
- CinemaCon Award
  - 2015 - Stella nascente per Città di carta (condiviso con Nat Wolff)
- Elle Style Award
  - 2016 - Attrice rivoluzionaria per Città di carta
- International Online Cinema Awards
  - 2023 - Candidatura al miglior un cast in una serie televisiva commedia per Only Murders in the Building (condiviso con altri)
- MTV Movie & TV Award
  - 2023 - Candidatura al miglior bacio per Only Murders in the Building (condiviso con Selena Gomez)
- National Film Award
  - 2015 - Candidatura alla miglior esordiente per Meredith - The Face of an Angel
- People's Choice Award
  - 2016 - Candidatura al premio più popolare
- Screen Actors Guild Award
  - 2023 - Candidatura al miglior un cast in una serie televisiva commedia per Only Murders in the Building (condiviso con altri)
- Teen Choice Award
  - 2015 - Candidatura alla miglior modella
  - 2015 - Miglior film - Stella nascente per Città di carta
  - 2015 - Miglior star estiva - Femminile per Città di carta
  - 2015 - Candidatura alla miglior bomba femminile
  - 2016 - Miglior attrice cinematografica per Suicide Squad
  - 2017 - Candidatura alla miglior attrice cinematografica estiva per Valerian e la città dei mille pianeti
  - 2017 - Candidatura alla miglior icona di stile
- Women's Image Network Award
  - 2020 - Candidatura alla miglior attrice in una serie drammatica per Carnival Row
- Young Hollywood Award
  - 2014 - Candidatura al You're So Fancy Award

## Doppiatrici italiane
Nelle versioni in italiano delle opere in cui ha recitato, Cara Delevingne è stata doppiata da:
- Valentina Favazza in Suicide Squad, Valerian e la città dei mille pianeti, Only Murders in the Building, American Horror Story
- Rossa Caputo in Città di carta, Anna Karenina, Carnival Row
- Veronica Puccio in London Fields, Life in a Year - Un anno ancora
- Elena Fiorenza in Kids in Love
- Gaia Bolognesi ne La ragazza dei tulipani